# Джайя Шрі Маха Бодгі
8°20′41″ пн. ш. 80°23′48″ сх. д. / 8.3447222222222° пн. ш. 80.396666666667° сх. д.
Джая Шрі Маха Бодгі — фікус священний в Анурадхапурі, Шрі-Ланка. Вирощено з відростка Дерева Бодгі, під яким принц Гаутама досяг просвітлення і став Буддою. Дерево висаджено у 288 р. до н. е. і є одним з найстаріших дерев і найстарішим живим деревом, посадженим людиною.
Дерево росте на терасі, що підноситься на 6,5 м над землею. Для буддистів Шрі-Ланки і всього світу воно є однією з головних святинь. У часи царя Кірті Шрі Раджасінги (1747—1782) навколо дерева було встановлено огорожу для захисту від диких слонів.